# 本多劇場グループ
本多劇場グループ （ほんだげきじょうグループ）は、東京都世田谷区の下北沢にある本多劇場に拠点を置く、主に劇場経営を柱とする事業体である。本多一夫がグループ代表を務め、多くが下北沢駅東口周辺に展開している。
2022年には、新型コロナウイルス感染症 (2019年)に対する緊急事態宣言などで劇場の開催や観客数に厳しい制限が課せられる中、いち早く行動を起こし、演劇人の発表の場を守るアイデアを次々と講じたことから、第29回読売演劇大賞を受賞した。
本多芸能の株式会社本多芸能スポーツサービスは、全く別の会社で直接的な関係は無い。

## グループ直営劇場
※カッコ内は開場年月。
- ザ・スズナリ （1981年3月）
- 本多劇場 （1982年11月）
- 駅前劇場 （1984年10月）
- OFF・OFFシアター （1993年11月）
- 「劇」小劇場 （1997年9月）
- 小劇場 楽園 （2007年2月）
- シアター711 （2009年2月）
- 小劇場 B1 （2014年2月）
- 新宿シアタートップス （2021年8月）

閉館した劇場
- 相鉄本多劇場 （1988年11月 - 2014年11月）

## グループ関連事業
- 稽古場「本多スタジオ」
- 稽古場「つつじが丘本多スタジオ」
- 「ギャラリーGeki」(2020年10月1日からUCHIAGEになりました)
- UCHIAGE
- 手型展示場「星々の手形」 - かつて青山ユアーズに設置されていた有名人の手形やサインなどを入れた石版を展示。2021年10月現在、非公開となっている。
- 駐車場「本多パーキング」
- ジンギスカン Gakuya

※なお本多グループ直営劇場の他に、業務委託で営業する秋田アイホーム本多劇場、提携公演を行う札幌市のBLOCH (旧：札幌本多小劇場、ルネッサンス・マリア・テアトロ)、期間限定で営業した仙台日専連本多劇場、広島みろくの里本多劇場などがある。